# 무디스 레이팅스
무디스 레이팅스(Moody's Ratings, 구 명칭: 무디스 인베스터스 서비스, Moody's Investors Service) 또는 무디스(Moody's)는 무디스의 채권 신용 등급 사업 부문으로, 회사의 전통적인 사업 분야이자 역사적인 이름이다. 무디스 레이팅스는 상업 및 정부 기관이 발행하는 채권에 대한 국제 금융 연구를 제공한다. 무디스는 스탠더드 앤드 푸어스 및 피치 그룹과 함께 빅 3 신용평가사 중 하나로 간주된다. 또한 2021년 포춘 500 목록에도 포함되었다.
이 회사는 디폴트 발생 시 예상되는 투자자 손실을 측정하는 표준화된 등급 척도를 사용하여 차입자의 신용도를 평가한다. 무디스 레이팅스는 여러 채권 시장 부문의 부채 증권을 평가한다. 여기에는 국채, 지방채 및 회사채; 머니 마켓 펀드 및 고정 수입 펀드와 같은 관리 투자; 은행 및 비은행 금융 회사와 같은 금융 기관; 그리고 구조화 금융의 자산 클래스가 포함된다. 무디스 레이팅스 시스템에서 증권은 Aaa에서 C까지의 등급이 부여되며, Aaa가 최고 품질이고 C가 최저 품질이다.
무디스는 존 무디가 1909년에 설립하여 주식 및 채권 관련 통계 매뉴얼과 채권 등급을 생산했다. 1975년, 이 회사는 미국 증권거래위원회에 의해 전국적으로 인정받는 통계 평가 기구 (NRSRO)로 지정되었다. 던 앤 브래드스트리트의 수십 년 소유 이후, 무디스 인베스터스 서비스는 2000년에 별도의 회사가 되었다. 무디스 코퍼레이션은 모회사로 설립되었다. 2024년 3월 6일, 무디스 인베스터스 서비스는 무디스 레이팅스로 리브랜딩되었다.

## 자본 시장에서의 역할
무디스, S&P, 피치는 때때로 빅 3 신용평가사로 불린다. 신용평가사는 때때로 서로 대체 가능하다고 여겨지지만, 무디스, S&P, 피치는 방법론이 다르다. 세 곳 모두 전 세계에서 운영되며 6개 대륙에 사무실을 두고 수십 조 달러에 달하는 증권을 평가한다. 그러나 무디스만이 독립 회사이다.
무디스 레이팅스와 그 경쟁사들은 은행 및 기타 금융 기관이 특정 증권의 신용 위험을 평가하는 데 도움이 되는 세 가지 보충적인 신용 분석 제공자로서 글로벌 자본시장에서 중요한 역할을 한다. 이러한 제3자 분석 형태는 소규모 및 덜 정교한 투자자에게 특히 유용하며, 모든 투자자가 자신의 판단에 대한 외부 비교로 사용할 수 있다.
신용평가사는 미국 및 유럽 연합과 같은 여러 다른 국가의 법규에서도 중요한 역할을 한다. 미국에서는 미국 증권거래위원회가 다양한 규제 목적을 위해 전국적으로 인정받는 통계 평가 기구 (NRSRO)로서 신용 등급을 사용한다. 규제 사용의 영향 중 하나는 낮은 등급의 회사들이 처음으로 채권 발행을 가능하게 했다는 것이다. 낮은 등급은 이전처럼 완전히 배제하는 것이 아니라 단순히 높은 등급의 회사와 구분하는 역할을 했다. 그러나 규제 기관의 등급 기계적 사용의 또 다른 측면은 등급 하락의 "순환적" 및 "절벽 효과"를 강화하는 것이었다. 2010년 10월, 금융 안정 이사회(FSB)는 G-20 회원국의 법규 및 시장 관행에서 신용평가사에 대한 "의존도를 줄이기 위한 원칙" 세트를 만들었다. 1990년대 초부터 SEC는 또한 머니 마켓 펀드가 보유한 기업어음을 측정하는 데 NRSRO 등급을 사용해왔다.
SEC는 보험 회사의 의무에 중점을 둔 A. M. 베스트를 포함하여 다른 7개의 회사를 NRSRO로 지정했다. 무디스가 특정 분야에서 경쟁하는 회사로는 투자 연구 회사인 모닝스타 및 톰슨 로이터, 블룸버그 L.P.와 같은 투자자 대상 금융 정보 제공업체가 있다.
특히 2000년대 초부터 무디스는 분석가들이 언론인에게 접근할 수 있도록 하고 신용 조건에 대한 정기적인 공개 성명을 발표한다. 무디스는 S&P와 마찬가지로 증권 발행 처음으로 참가하는 투자자들을 대상으로 채권 증권 분석에 사용하는 정보에 대해 교육하는 공개 세미나를 개최한다.
무디스는 2019년에 "기후 위험 데이터 회사" 포 투 세븐(Four Twenty Seven)의 지배 지분을 인수했다.

## 무디스 신용 등급
무디스에 따르면, 등급의 목적은 "투자자에게 증권의 향후 상대적 신용도를 측정할 수 있는 단순한 등급 시스템을 제공하는 것"이다. 무디스는 Aa부터 Caa까지의 등급에 숫자 수정자 1, 2, 3을 추가한다. 숫자가 낮을수록 등급이 높다. Aaa, Ca 및 C는 이러한 방식으로 수정되지 않는다. 무디스가 설명하듯, 등급은 "권장 사항으로 해석되어서는 안 되며", 투자 결정의 유일한 근거가 되어서도 안 된다. 또한, 등급은 시장 가격에 대해 언급하지 않지만, 시장 조건이 신용 위험에 영향을 줄 수 있다.
| 무디스 신용 등급 | 무디스 신용 등급                                                                                            | 무디스 신용 등급                                        |
| 투자 등급        | 투자 등급                                                                                                   | 투자 등급                                               |
| 등급             | 장기 등급                                                                                                   | 단기 등급                                               |
| ---------------- | --- | ------------------------------------------------------- |
| Aaa              | 최고 품질 및 최저 신용 위험으로 평가됨.                                                                     | Prime-1 단기 부채 상환 능력 최상                        |
| Aa1              | 고품질 및 매우 낮은 신용 위험으로 평가됨.                                                                   | Prime-1 단기 부채 상환 능력 최상                        |
| Aa2              | 고품질 및 매우 낮은 신용 위험으로 평가됨.                                                                   | Prime-1 단기 부채 상환 능력 최상                        |
| Aa3              | 고품질 및 매우 낮은 신용 위험으로 평가됨.                                                                   | Prime-1 단기 부채 상환 능력 최상                        |
| A1               | 상위 중간 등급 및 낮은 신용 위험으로 평가됨.                                                                | Prime-1 단기 부채 상환 능력 최상                        |
| A2               | 상위 중간 등급 및 낮은 신용 위험으로 평가됨.                                                                | Prime-1/Prime-2 단기 부채 상환 능력 최상 또는 높음      |
| A3               | 상위 중간 등급 및 낮은 신용 위험으로 평가됨.                                                                | Prime-1/Prime-2 단기 부채 상환 능력 최상 또는 높음      |
| Baa1             | 일부 투기적 요소와 중간 신용 위험을 가진 중간 등급으로 판단됨.                                              | Prime-2 단기 부채 상환 능력 높음                        |
| Baa2             | 일부 투기적 요소와 중간 신용 위험을 가진 중간 등급으로 판단됨.                                              | Prime-2/Prime-3 단기 부채 상환 능력 높음 또는 허용 가능 |
| Baa3             | 일부 투기적 요소와 중간 신용 위험을 가진 중간 등급으로 판단됨.                                              | Prime-3 단기 부채 상환 능력 허용 가능                   |
| 투기 등급        | |                                                         |
| 등급             | 장기 등급                                                                                                   | 단기 등급                                               |
| Ba1              | 투기적 요소와 상당한 신용 위험을 가진 것으로 판단됨.                                                        | Not Prime 프라임 카테고리에 속하지 않음                 |
| Ba2              | 투기적 요소와 상당한 신용 위험을 가진 것으로 판단됨.                                                        | Not Prime 프라임 카테고리에 속하지 않음                 |
| Ba3              | 투기적 요소와 상당한 신용 위험을 가진 것으로 판단됨.                                                        | Not Prime 프라임 카테고리에 속하지 않음                 |
| B1               | 투기적이며 높은 신용 위험으로 판단됨.                                                                       | Not Prime 프라임 카테고리에 속하지 않음                 |
| B2               | 투기적이며 높은 신용 위험으로 판단됨.                                                                       | Not Prime 프라임 카테고리에 속하지 않음                 |
| B3               | 투기적이며 높은 신용 위험으로 판단됨.                                                                       | Not Prime 프라임 카테고리에 속하지 않음                 |
| Caa1             | 낮은 품질 및 매우 높은 신용 위험으로 평가됨.                                                                | Not Prime 프라임 카테고리에 속하지 않음                 |
| Caa2             | 낮은 품질 및 매우 높은 신용 위험으로 평가됨.                                                                | Not Prime 프라임 카테고리에 속하지 않음                 |
| Caa3             | 낮은 품질 및 매우 높은 신용 위험으로 평가됨.                                                                | Not Prime 프라임 카테고리에 속하지 않음                 |
| Ca               | 고도로 투기적이며 디폴트가 임박하거나 발생할 가능성이 높지만, 원리금 회수 가능성이 일부 있는 것으로 판단됨. | Not Prime 프라임 카테고리에 속하지 않음                 |
| C                | 최저 품질로 평가되며, 일반적으로 디폴트 상태이며 원리금 회수 가능성이 낮음.                                 | Not Prime 프라임 카테고리에 속하지 않음                 |

## 무디스의 역사

### 설립 및 초기 역사
무디스는 현대 채권 신용 등급의 발명가인 존 무디가 설립한 두 개의 출판 회사로 역사를 거슬러 올라간다. 1900년 무디는 무디스 산업 및 기타 증권 매뉴얼이라는 첫 시장 평가서를 발간하고 존 무디 & 컴퍼니를 설립했다. 이 발행물은 금융 기관, 정부 기관, 제조, 광업, 공공 시설 및 식품 회사에 관련된 주식 및 채권에 대한 자세한 통계를 제공했다. 처음 두 달 동안 첫 발행본을 완판하며 초기 성공을 거두었다. 1903년까지 무디스 매뉴얼은 전국적으로 인정받는 출판물이 되었다. 무디스는 자본 부족으로 인해 1907년 공황으로 인해 시장에 여러 변화가 일어나자 사업을 매각해야 했다.
무디스는 1909년에 철도 채권에만 초점을 맞춘 새로운 출판물인 '철도 투자 분석'(Analysis of Railroad Investments)과 새로운 회사인 무디스 분석 출판 회사(Moody's Analyses Publishing Company)로 돌아왔다. 무디스는 채권 등급 부여 개념이 자신에게 "완전히 독창적인 것은 아니었다"고 인정하면서 비엔나와 베를린의 초기 채권 등급 부여 노력을 영감으로 삼았다고 밝혔다. 그러나 그는 대중에게 접근 가능한 형식으로 이를 널리 출판한 최초의 인물이었다. 무디스는 또한 투자자들에게 구독료를 부과한 최초의 인물이기도 했다. 1913년 그는 매뉴얼의 초점을 산업 회사 및 공공 시설로 확대했다. 새로운 무디스 매뉴얼은 상업 신용 보고 회사에서 차용한 문자 등급 시스템으로 공공 증권의 등급을 제공했다. 이듬해 무디스는 회사를 무디스 인베스터스 서비스로 통합했다. 이후 몇 년 동안 빅 3 신용평가사의 전신을 포함한 다른 평가 회사들이 뒤따랐다. 1916년 포어스(Poor's), 1922년 스탠더드 통계 회사(Standard Statistics Company), 1924년 피치 출판 회사(Fitch Publishing Company)가 설립되었다.
무디스는 1919년에 미국 주 및 지방 정부 채권 등급으로 초점을 확대했으며, 1924년까지 무디스는 거의 전체 미국 채권 시장을 평가했다.

### 1930년대부터 중세기
미국 채권 시장과 신용평가사 간의 관계는 1930년대에 더욱 발전했다. 시장이 전통적인 투자 은행 기관의 범위를 넘어서 성장함에 따라 새로운 투자자들은 투명성 증가를 다시 요구했고, 이는 발행자에 대한 새로운 강제 공개 법률의 통과와 미국 증권거래위원회(SEC) 설립으로 이어졌다. 1936년에는 새로운 법률이 도입되어 은행이 "인정된 평가 매뉴얼"에 의해 결정된 "투기성 투자 증권"(현대 용어로는 "정크 본드")에 투자하는 것을 금지했다. 은행은 무디스, 스탠더드, 포어스 및 피치의 판단에 따라 "투자 등급" 채권만 보유할 수 있었다. 이후 수십 년 동안 주 보험 규제 당국은 유사한 요건을 승인했다.
1962년, 무디스 인베스터스 서비스는 관련 분야인 신용 보고 회사인 던 앤 브래드스트리트에 인수되었지만, 대체로 독립적인 회사로 계속 운영되었다.

### 1970년대부터 2000년까지
1960년대 후반과 1970년대에 기업어음과 은행 예금에 등급이 부여되기 시작했다. 또한 주요 기관들은 투자자뿐만 아니라 채권 발행자에게도 수수료를 부과하기 시작했으며, 무디스는 1970년에 이를 시작했다. 이는 저렴한 복사기의 가용성 증가와 관련된 성장하는 무임승차 문제와 금융 시장의 복잡성 증가 덕분이다. 평가 기관도 미국과 해외 모두에서 발행자 수가 증가함에 따라 규모가 커져 신용 평가 사업이 상당히 더 수익성 있게 되었다. 2005년 무디스는 신용평가사 수익의 90%가 발행자 수수료에서 발생한다고 추정했다.
1971년 브레턴우즈 체제의 종료는 금융 규제의 자유화와 1970년대 및 1980년대 자본 시장의 글로벌 확대로 이어졌다. 1975년, SEC는 증권 중개인에 대한 최저 자본 요건을 변경하면서 채권 등급을 측정 기준으로 사용했다. 무디스와 다른 9개 기관(후에 통합으로 5개로 감소)은 SEC에 의해 전국적으로 인정받는 통계 평가 기구 (NRSRO)로 지정되어 증권 중개인들이 이 요건을 충족하는 데 사용하도록 했다.
1980년대 이후 글로벌 자본 시장이 확대되었다. 무디스는 1985년에 일본에 첫 해외 사무소를 개설한 후 1986년 영국, 1988년 프랑스, 1991년 독일, 1994년 홍콩, 1998년 인도, 2001년 중국에 사무소를 개설했다. 무디스와 빅 3 기관이 평가한 채권 수도 상당히 증가했다. 1997년 기준으로 무디스는 미국 발행자 20,000개 및 비미국 발행자 1,200개의 증권 약 5조 달러를 평가하고 있었다. 1990년대와 2000년대는 또한 불만족스러운 발행자의 소송과 미국 법무부의 조사, 그리고 엔론 스캔들, 미국의 서브프라임 모기지 사태, 그리고 2008년 금융 위기 이후의 비판으로 인해 면밀한 조사가 강화된 시기였다.
1998년, 던 앤 브래드스트리트는 무디스의 출판 사업을 파이낸셜 커뮤니케이션스(나중에 머전트로 개명)에 매각했다. 수년간의 소문과 기관 투자자의 압력 끝에, 1999년 12월 무디스의 모회사인 던 앤 브래드스트리트는 무디스 인베스터스 서비스를 별도의 공개 회사로 분사할 것이라고 발표했다. 무디스는 그 사업 부문에 1,500명 미만의 직원을 가지고 있었지만, 발표 전년도 던 앤 브래드스트리트 이익의 약 51%를 차지했다. 분사는 2000년 9월 30일에 완료되었으며, 그 후 5년 동안 무디스 주식 가치는 300% 이상 상승했다.

### 구조화 금융 붐과 그 이후
구조화 금융은 1998년 무디스 수익의 28%에서 2007년 거의 50%로 증가했으며, 그 기간 동안 "무디스 성장의 거의 전부"를 차지했다. 금융 위기 조사 보고서에 따르면, 2005년, 2006년, 2007년 동안 주택저당증권 및 부채담보부증권과 같은 구조화 금융 상품 평가가 무디스 평가 수익의 거의 절반을 차지했다. 2000년부터 2007년까지 구조화 금융 상품 평가 수익은 네 배 이상 증가했다. 그러나 무디스가 구조화 상품에 높은 등급을 부여하는 데 사용한 모델에 대한 의문이 있었다. 2005년 6월, 서브프라임 모기지 사태 직전에 무디스는 주택저당증권 및 부채담보부증권과 같은 구조화 금융 상품에 관련된 비프라임/비전통 모기지의 디폴트 상관 관계를 추정하는 접근 방식을 업데이트했다. 새로운 모델은 지난 20년 동안 주택 가격이 상승하고 모기지 연체가 매우 낮았으며 비전통 모기지 상품이 시장에서 아주 작은 틈새였던 기간의 추세를 기반으로 했다.
2007년 7월 10일, "전례 없는 조치"로 무디스는 전년에 발행된 399개의 서브프라임 주택저당증권을 하향 조정했다. 3개월 후, 다른 2506개의 트랑슈($334억)를 하향 조정했다. 위기가 끝날 때까지 무디스는 2006년 모든 Aaa 주택저당증권 트랑슈의 83%와 모든 Baa 트랑슈를 하향 조정했다.
2013년 6월, 무디스 인베스터스 서비스는 태국의 신용 등급이 2011-2012년에 2,000억 바트(65억 달러)의 손실을 입은 increasingly costly rice-pledging scheme 때문에 손상될 수 있다고 경고했다.

## 논란

### 국가 신용등급 하향 조정
무디스는 다른 주요 신용평가사들과 마찬가지로 종종 공공 부채 등급이 하향 조정된 국가들로부터 비판을 받으며, 일반적으로 하향 조정 결과 차입 비용이 증가했다고 주장한다. 당시 상당한 언론의 주목을 받은 국가 부채 하향 조정 사례로는 1980년대 호주, 1990년대 캐나다와 일본, 1997년 아시아 금융 위기 기간의 태국, 그리고 유럽 국가 부채 위기 이후 2011년 포르투갈 등이 있다.

### 미요청 등급 부여
무디스는 종종 미요청 기반으로 평가한 채권 발행 기관으로부터 소송을 당하고, 이러한 미요청 등급 부여에 대한 조사를 받았다. 1995년 10월, 제퍼슨군 (콜로라도주) 학교 지구는 무디스를 고소하며, 1993년 채권 발행에 대한 "부정적 전망" 미요청 등급 부여가 제퍼슨군이 S&P와 피치를 평가 기관으로 선택했기 때문이라고 주장했다. 무디스의 등급 부여로 제퍼슨군의 발행 비용이 76만 9천 달러 증가했다. 무디스는 자신의 평가가 "의견"이며 따라서 헌법적으로 보호된다고 주장했으며, 법원은 이에 동의했고 항소에서도 결정이 유지되었다.
1990년대 중반, 미국 법무부 독점금지국은 미요청 등급 부여가 시장력의 불법적 행사인지 여부를 판단하기 위한 조사를 시작했다. 그러나 조사는 독점금지 혐의 없이 종결되었다. 무디스는 1909년부터 미요청 등급을 부여해 왔으며, 이러한 등급은 발행자들의 "등급 쇼핑"에 대한 시장의 "최고의 방어"라고 지적했다. 1999년 11월, 무디스는 투명성 강화를 위한 전반적인 움직임의 일환으로 미요청 등급을 식별하기 시작할 것이라고 발표했다. 이 기관은 2000년대 중반에 채권이 "정크" 상태로 하락했을 때 시장 가치 1억 7500만 달러를 잃은 독일 보험사 하노버 리로부터 유사한 불만을 겪었다. 2005년, 미요청 등급은 엘리엇 스피처 하에서 뉴욕 주지사 사무실의 소환장의 중심에 있었지만, 다시 혐의는 제기되지 않았다.
2008년 금융 위기 이후, SEC는 신용평가 산업에 대한 새로운 규칙을 채택했으며, 미요청 등급 부여를 장려하는 규칙도 포함했다. 이 규칙의 의도는 발행자 지불 모델의 잠재적 이해충돌을 상쇄하기 위해 증권 또는 상품의 "신용도에 대한 더 넓은 범위의 견해"를 보장하는 것이다.

### 이해충돌 의혹
무디스 및 기타 평가 기관이 1970년대에 채택한 "발행자 지불" 사업 모델은 잠재적인 이해충돌을 야기한다는 비판을 받아왔다. 평가 기관이 발행자를 기쁘게 하기 위해 특정 증권의 등급을 인위적으로 높일 수 있다는 가정이 있다. 그러나 SEC는 2011년 9월 30일에 발행된 NRSRO에 대한 의무 연례 조사 요약 보고서에서 무디스가 발행자 지불 모델을 채택하기 전에 운영했던 구독자 지불 모델 역시 "NRSRO가 의존하는 구독자들이 평가 조치에 관심을 가지고 있으며 특정 결과에 대해 NRSRO에 압력을 가할 수 있다는 사실에 내재된 특정 이해충돌을 제시한다"고 인정했다. 1990년대 중반 법무부 조사의 대상이기도 했던 다른 이해충돌 의혹은 무디스가 낮은 채권 등급의 위협을 통해 발행자에게 컨설팅 서비스 사용을 강요했는지 여부에 대한 의문을 제기했다. 무디스는 시장에서의 명성이 균형 요인이라고 주장했으며, 1997년부터 2002년까지를 다룬 2003년 연구에서는 "명성 효과"가 이해충돌보다 우세했다고 제안했다. 전 수석 부사장인 토마스 맥과이어는 1995년에 다음과 같이 말했다. "우리를 이끄는 것은 주로 실적을 보존하는 것이다. 그것이 우리의 핵심 가치이다.".
2021년 3월, 무디스는 이해충돌 혐의에 대해 유럽 연합과 합의했다. 무디스는 370만 유로(435만 달러)의 벌금을 부과받았다.

### 2008년 금융 위기
2008년 금융 위기는 복잡한 구조화 금융 증권에 대한 신용평가사의 평가에 대한 면밀한 조사를 강화했다. 무디스와 그 경쟁사들은 2007년 7월부터 시작된 대규모 등급 하향 조정 이후 비판의 대상이 되었다. 금융 위기 조사 보고서에 따르면, 무디스가 2006년에 트리플 A로 평가한 주택저당증권의 73%가 2010년까지 정크 등급으로 하락했다. 금융 위기 조사 위원회는 "제8장 결론"에서 다음과 같이 밝혔다. "무디스에는 수만 개의 주택저당증권 및 CDO에 대한 등급의 품질을 보장하지 못한 기업 지배구조의 명백한 실패가 있었다."
등급이 낮은 증권에 대해 더 많은 자본을 투입해야 하는 상황에 직면하여 은행, 연기금 및 보험 회사와 같은 투자자들은 주택저당증권(RMBS) 및 부채담보부증권(CDO) 보유를 매각하려 했다. 금융 회사가 보유한 이러한 증권의 가치는 하락했고 새로운 서브프라임 증권화 시장은 말라붙었다. 일부 학자 및 업계 관찰자들은 평가 기관의 대규모 하향 조정이 2008년 금융 위기로 이어지는 사건의 "퍼펙트 스톰"의 일부였다고 주장했다.
2008년, 국제결제은행 산하 글로벌 금융 시스템 위원회(CGFS)가 설립한 연구 그룹은 평가 기관들이 "많은 시장 참여자"와 마찬가지로 서브프라임 모기지 사태의 심각성을 과소평가했다고 밝혔다. CGFS에 따르면, 주요 기여 요인에는 "제한된 과거 데이터"와 "기여자 위험" 요인의 과소평가가 포함되었다. CGFS는 또한 기관 평가가 "투자자 실사를 지원해야 하며 대체해서는 안 되며", 기관들은 구조화 금융 평가의 "주요 위험 요인에 대한 더 나은 정보"를 제공해야 한다고 밝혔다. 2007년 10월, 무디스는 기여자에 대한 기준을 더욱 정교화하여 "최고 수준에서 최저 수준으로 손실 기대치가 크게 증가했다". 2008년 5월, 무디스는 기존 등급에 "변동성 점수와 손실 민감도"를 추가할 것을 제안했다. 평가 기관들은 "기술적 실패와 부적절한 자원"으로 비판받았지만, FSB는 기관들의 "명성을 복구해야 할 필요성"이 변화의 "강력한 힘"으로 작용했다고 밝혔다. 무디스는 실제로 일부 자산담보부증권, 예를 들어 2007년 상업용 모기지 담보 증권(CMBS) 시장에서 엄격한 평가 기준으로 인해 특정 부문에서 시장 점유율을 잃었다.
2013년 4월, 무디스는 스탠더드 앤드 푸어스 및 모건 스탠리와 함께 아부다비 상업 은행 및 킹군 (워싱턴주)을 포함한 단체들이 제기한 14건의 소송을 합의했다. 소송에서는 평가 기관들이 매입한 구조화 투자 상품에 대한 등급을 부풀렸다고 주장했다.
2017년 1월, 무디스는 미국 법무부, 기타 주 당국 및 워싱턴과 합의하기 위해 거의 8억 6400만 달러를 지불하기로 동의했다. 4억 3750만 달러의 벌금은 미국 법무부에 지불하고 나머지 4억 2630만 달러의 벌금은 21개 주와 컬럼비아 특별구에 분할 지급된다. 당시 캘리포니아 주 검찰총장 카말라 해리스와 당시 미주리 주 검찰총장 조슈아 홀리는 합의 서명에 참여한 주들 중 하나였다.

## 글로벌 신용 연구
2013년 3월, 무디스 인베스터스 서비스는 "현금 보유액 10% 증가하여 1조 4500억 달러; 해외 보유액 지속적으로 확장"이라는 제목의 보고서를 글로벌 신용 연구 시리즈의 일부로 발표했다. 이 보고서에서 그들은 미국 비금융 기업 부문(NFCS)에서 평가하는 기업들을 조사했다. 보고서에 따르면, 2012년 말까지 미국 NFCS는 "1조 4500억 달러의 현금"을 보유하고 있었으며, 이는 2011년보다 10% 증가한 수치이다. 2011년 말, 미국 NFCS는 이미 기록적인 수준인 1조 3200억 달러의 현금을 보유하고 있었다. "평가된 모든 회사에 대한 1조 3200억 달러 중 무디스는 총 현금의 58%인 8400억 달러가 해외에 보유되어 있다고 추정한다."

## 같이 보기
- CRISIL
- 글로벌산업분류기준
- 나라별 신용등급 목록
- 로이터